# Ludovic Fazekás
Ludovic Fazekás (* 17. März 1925 in Oradea) ist ein ehemaliger Politiker der Rumänischen Kommunistischen Partei PCR (Partidul Comunist Român), der unter anderem von 1980 bis 1982 Minister für Forstwirtschaft und Baumaterialien, zwischen 1979 und 1982 Mitglied des Sekretariats des Zentralkomitees (ZK) der PCR war sowie von 1982 bis 1989 Vize-Ministerpräsident.

## Leben

### Jugendfunktionär, Parteifunktionär und Mitglied der Großen Nationalversammlung
Ludovic Fazekás, der zur Volksgruppe der Magyaren gehört, besuchte zwischen 1932 und 1937 die Grundschule und nahm danach im November 1937 eine Tätigkeit als Botenjunge in einem Kaufhaus in Oradea an. Er war daraufhin bis April 1940 als Kurierbote bei einem dortigen Getreidelager tätig und absolvierte im Anschluss zwischen April 1940 und April 1944 eine Berufsausbildung zum Elektroinstallateur in der Installationswerkstatt Electrice Oradea sowie zugleich die dortige Elektrotechnische Berufsschule (Școală profesională di Electricieni). Nach Abschluss seiner Berufsausbildung war er zunächst von 1944 bis 1945 Wachposten beim Komitee der damaligen Kommunistischen Partei PCdR (Partidul Comunist din România) im Kreis Bihor und arbeitete zwischen 1945 und Mai 1946 noch als Elektroinstallateur in der Installationswerkstatt Electrice Oradea. Im Mai 1945 wurde er selbst Mitglied der PCdR und gehörte daraufhin zwischen 1945 und 1946 dem Präsidium des Komitees der Union junger Kommunisten UTCdR (Uniunea Tineretului Comunist din România) im Kreis Bihor als Mitglied an. Danach war er von Mai 1946 bis Oktober 1947 Beauftragter für Jugendarbeit im Komitee der Gewerkschaft der Metall- und Chemiearbeiter sowie im PCdR-Komitee von Oradea sowie zwischen Oktober 1947 und März 1950 Instrukteur im PCdR-Komitee des Kreises Bihor. Nachdem er zwischen März und August 1950 die Parteischule (Școală di partid) in Cluj absolviert hatte, fungierte er zwischen September 1950 und 1953 als Erster Sekretär des Stadtkomitees Oradea der Uniunea Tineretului Muncitor (UTM), der Jugendorganisation der nunmehrigen Rumänischen Arbeiterpartei PMR (Partidul Muncitoresc Român). Daraufhin fungierte er zwischen 1953 und Juli 1954 als Sekretär der UTM in der Ungarischen Autonomen Region (Regiunea Autonomă Maghiară) und war von Juli 1954 bis 1955 Sekretär des Zentralkomitees der UTM.
Nachdem Fazekás von September 1955 bis Juli 1956 die Zentralschule der Komsomol, der Jugendorganisation der Kommunistischen Partei der Sowjetunion, in Moskau besucht hatte, war er zwischen 1956 und 1959 Erster Sekretär des PMR-Stadtkomitees Oradea. 1957 wurde er erstmals Mitglied der Großen Nationalversammlung (Marea Adunare Națională) und gehörte dieser bis 1989 an.
Daraufhin war er von 1959 bis September 1960 Sekretär des PMR-Komitees der damaligen Region Oradea, die zwischen 1952 und 1960 als Regiunea Oradea bestand, und absolvierte zwischen 1960 und 1963 die Parteihochschule „Ștefan Gheorghiu“. Nach Abschluss des dortigen Studiums war er von August 1963 bis zum 7. November 1966 wieder Erster Sekretär des PMR-Stadtkomitees Oradea. Auf dem Neunten Parteitag der PCR (19. bis 24. Juli 1965) wurde er Kandidat des Zentralkomitees (ZK) der PCR. Auf einem ZK-Plenum am 14. Oktober 1966 wurde er Mitglied des ZK der PCR und gehörte diesem Gremium bis zum Zusammenbruch des Kommunismus im Zuge der Rumänischen Revolution am 22. Dezember 1989 an. Er fungierte ab dem 7. November 1966 als Sekretär des Parteikomitees der nunmehrigen Rumänischen Kommunistischen Partei PCR (Partidul Comunist Român) im Kreischgebiet und daraufhin bis zum 19. November 1968 als stellvertretender Leiter der ZK-Abteilung Organisation.

### Minister, Mitglied des ZK-Sekretariats und Vize-Ministerpräsident
Ludovic Fazekás, der auch ein Studium an der Fakultät für Allgemeine Wirtschaftswissenschaften der Wirtschaftsakademie Bukarest (Academia de Studii Economice din București) absolvierte, war zwischen dem 19. November 1968 und dem 16. Oktober 1978 Erster Sekretär des PCR-Komitees sowie zugleich Vorsitzender des Exekutivausschusses des Volksrates (Consiliu Popular) im Kreis Harghita. Während dieser Zeit war er vom 22. März 1975 bis November 1978 zudem Mitglied des Staatsrates (Consiliul de Stat al României) und wurde im November 1976 zudem der Kommission für Angelegenheiten der Partei- und Staatskader des ZK der PCR. Am 16. Oktober 1978 übernahm er im zweiten Kabinett Mănescu als Nachfolger von Virgil Trofin das Amt als Minister für Forstwirtschaft und Baumaterialien (Ministru al Economiei Forestiere și Materialelor de Construcție) und hatte dieses Ministeramt zwischen dem 30. März 1979 und dem 29. März 1980 auch im ersten Kabinett Verdeț. Er wurde im März 1978 auch Vizepräsident des Büros des Rates des Arbeitervolkes ungarischer Nationalität und damit Stellvertreter von Mihai Gere.
Fazekás wurde auf dem Zwölften Parteitag der PCR (19. bis 23. November 1979) Mitglied des Politischen Exekutivkomitees des ZK und gehörte auch diesem Gremium bis zum 22. Dezember 1989 an. Außerdem wurde er Mitglied des Sekretariats des ZK der PCR und gehörte diesem Führungsgremium der Partei bis zum 21. Mai 1982 an. Er übernahm am 30. November 1979 im ersten Kabinett Verdeț zudem von Iosif Uglar den Posten als Vorsitzender des Ausschusses für Probleme der Volksräte (Președintele Comitetului pentru Problemele Consiliilor Populare) im Range eines Ministers und bekleidete diese Funktion bis zum 21. Mai 1982 auch im zweiten Kabinett Verdeț. Er wurde außerdem am 27. März 1980 Mitglied des Präsidiums der Kommission für Angelegenheiten der Partei- und Staatskader des ZK der PCR.
Am 21. Mai 1982 übernahm Ludovic Fazekás im ersten Kabinett Dăscălescu das Amt als einer der Vize-Ministerpräsidenten (Viceprim-ministru al Guvernului) und hatte dieses Amt auch im zweiten Kabinett Dăscălescu vom 29. März bis zum 22. Dezember 1989 inne. In dieser Funktion war er zwischen dem 30. August 1982 und Oktober 1987 auch Vorsitzender des Rates zur Koordinierung und Produktion von Konsumgütern für die gesamte Bevölkerung. Er wurde ferner 1988 auch Mitglied der Zentralkommission für die Systematisierung des Territoriums und der Ortschaften sowie zur Verbesserung von Organisation und Führung der Landwirtschaft sowie ebenfalls 1988 Mitglied der Zentralkommission für die Organisation der Prozesse von Produktion und den überlegenen Materialeinsatz von Rohstoffen und Materialien.

### Ehrungen und Auszeichnungen
Für seine langjährigen Verdienste wurde Fazekás mehrfach ausgezeichnet und erhielt unter anderem 1953 den Orden der Arbeit Dritter Klasse (Ordinul Muncii), 1959 und 1962 den Stern der Volksrepublik Rumänien Vierter Klasse (Ordinul Steaua Republicii Populare Române), 1964 den Orden 23. August Vierter Klasse (Ordinul 23. August), 1966 den Orden Tudor Vladimirescu Fünfter Klasse (Ordinul Tudor Vladimirescu), 1971 den Orden der Arbeit Zweiter Klasse, 1974 den Orden 23. August Zweiter Klasse, 1974 den Orden für landwirtschaftliche Verdienste Erster Klasse (Ordinul „Meritul Agricol“), 1981 den Titel Held der sozialistischen Arbeit (Erou al Muncii Socialiste) sowie 1986 den Orden 23. August Erster Klasse.